# Tierärztliche Hochschule Berlin

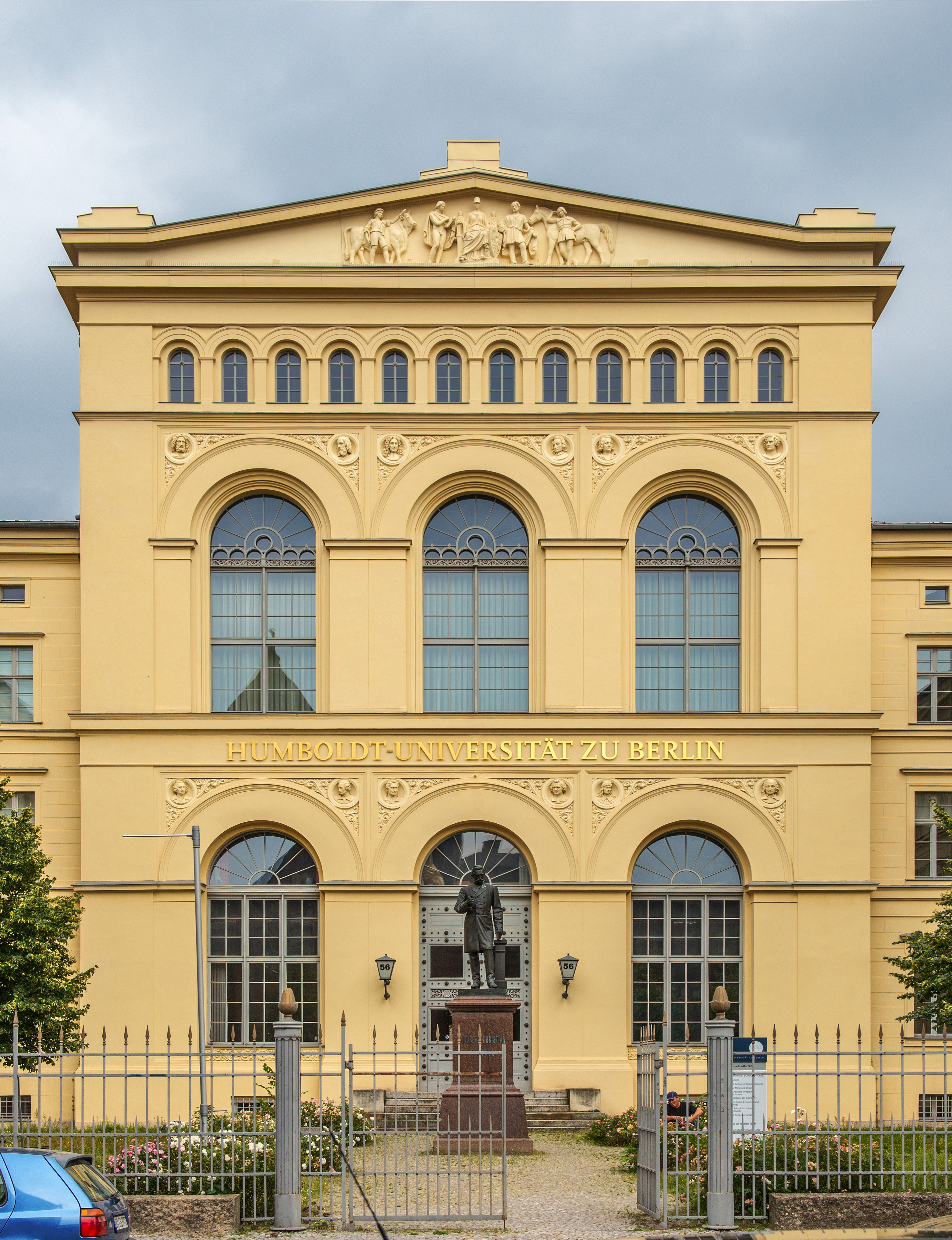
Ehemalige Tierärztliche Hochschule

Die Tierärztliche Hochschule Berlin war eine eigenständige tierärztliche Ausbildungsstätte in Berlin. Sie ging hervor aus einer Spezialschule für Tierarzneien. Im Jahr 1887 wurde die Hochschule gegründet. 1934 kam sie als Veterinärmedizinische Fakultät zur Friedrich-Wilhelms-Universität und verlor damit ihre Selbstständigkeit. Seit 1992 ist die tierärztliche Ausbildung in die Freie Universität Berlin (FU) integriert.

## Geschichte
Gelehrt wird Tiermedizin in Berlin seit 1790. In diesem Jahr öffnete die Königliche Tierarzneischule. Der Lehrbetrieb fand Ende des 18. Jahrhunderts im von Carl Gotthard Langhans geschaffenen Anatomischen Theater der Tierarzneischule statt. 1887 erfolgte die Umwandlung der Tierarzneischule in die Kgl. Thierärztliche Hochschule.

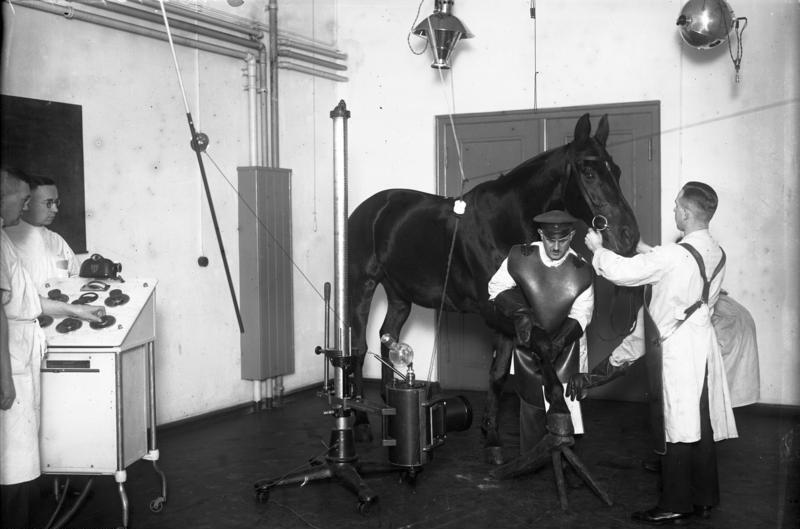
Operationssaal der Tierärztlichen Hochschule, 1929

Von 1934 bis 1937 fungierte die Veterinärmedizinische Hochschule als Landwirtschaftlich-Tierärztliche Fakultät im Verbund der Berliner Universitäten und ab 1937 als selbstständige Fakultät der Friedrich-Wilhelms-Universität.
Nach dem Ende des Zweiten Weltkriegs und der Umbenennung der Bildungseinrichtung in Humboldt-Universität zu Berlin blieb die Einrichtung eine Fakultät (Anfang der 1980er Jahre eine Sektion) der Uni.
Nach dem Mauerfall und der deutschen Wiedervereinigung mussten auch die Bildungsstrukturen neu geordnet werden, Gesamt-Berlin hatte nun drei Hochschuleinrichtungen und zahlreiche gleichartige Fachrichtungen. So verschmolzen 1992 unter der verwaltungsmäßigen Leitung der FU die dort vorhandene Veterinärmedizinische Fakultät mit der Sektion Landwirtschaft/Tierarzneikunde der Humboldt-Uni.

## Hochschullehrer und frühere Studenten (Auswahl)
Zu den Lehrenden an der Tierärztlichen Hochschule Berlin gehörten u. a. Richard Eberlein, Eugen Fröhner, Otto Regenbogen, Wilhelm Schütz und Kurt Wagener.